# Stiftung St. Franziskus Heiligenbronn
Die Stiftung St. Franziskus wurde im Jahr 1991 durch den damaligen Bischof Walter Kasper auf Wunsch der Franziskanerinnen von Heiligenbronn als kirchliche Stiftung des öffentlichen Rechts gegründet, um die sozialen Aufgaben des Klosters Heiligenbronn verantwortungsvoll fortzuführen und zukunftsfähig weiterzuentwickeln. Sie arbeitet im Sinne einer Non-Profit-Organisation nicht gewinnorientiert. Ihr betriebswirtschaftliches Handeln sichert den langfristigen Bestand und Erfolg ihrer sozialen Einrichtungen.
Die Stiftung ist ein sozialwirtschaftliches Unternehmen mit Einrichtungen und Diensten in der Behindertenhilfe, der Altenhilfe sowie der Kinder- und Jugendhilfe. Einrichtungen befinden sich an über 30 Standorten, unter anderem in Schramberg, Dunningen, Rottweil, Zimmern o.R., Tübingen, Geislingen (bei Balingen), Spaichingen, Wehingen, Tuttlingen, Mühlheim an der Donau, Villingen-Schwenningen und in Baindt.
Durch die lange Erfahrung des Klosters hat sich die Stiftung Heiligenbronn zu einem Taubblindenzentrum in Baden-Württemberg entwickelt, das besondere Kompetenzen und Leistungen für Menschen mit Taubblindheit/Hörsehbehinderung bietet, u. a. ist die Stiftung Träger eines Sonderpädagogischen Bildungszentrums mit Internat Förderschwerpunkt Hören und zweier Sonderpädagogischer Bildungszentren mit Internat Förderschwerpunkt Sehen in Heiligenbronn und Baindt. Die Förderung reicht von der Frühförderung bis zur beruflichen Ausbildung und der Arbeit in den stiftungseigenen Werkstätten für Menschen mit Sinnesbehinderungen und bietet Menschen mit schwerer Mehrfachbehinderung, die nicht arbeiten können, Förderung und Betreuung.